# بال‌نواری عینکی
بال‌نواری عینکی (نام علمی: Actinodura ramsayi) نام یک گونه از سرده بال‌نواری است.
این پرنده در جمهوری خلق چین، لائوس، میانمار، تایلند، و ویتنام یافت می‌شود. زیستگاهش جنگل‌های پست می‌باشد.